# Isla Carlson
La isla Carlson es una pequeña isla rocosa y libre de hielo, de 2 kilómetros de largo y 300 metros de altitud, situada en el canal Príncipe Gustavo a 6 kilómetros al sureste de la punta Pitt. Integra el grupo de la isla James Ross, ubicado al este de la península Trinidad, Antártida.

## Historia y toponimia
Fue descubierta en octubre de 1903 por la Expedición Antártica Sueca de Otto Nordenskjöld, y nombrada en honor a Wilhelm Carlson, uno de los patrones principales de la expedición.

## Reclamaciones territoriales
Argentina incluye la isla en el departamento Antártida Argentina dentro de la provincia de Tierra del Fuego, Antártida e Islas del Atlántico Sur; para Chile forman parte de la comuna Antártica de la provincia Antártica Chilena dentro de la Región de Magallanes y de la Antártica Chilena; y para el Reino Unido integran el Territorio Antártico Británico. Las tres reclamaciones están sujetas a las disposiciones del Tratado Antártico.
Nomenclatura de los países reclamantes: 
- Argentina: isla Carlson[5][6]
- Chile: isla Carlson[7]
- Reino Unido: Carlson Island[3]